# João Azevedo
João Mendonça Azevedo est un footballeur portugais né le 10 juillet 1915 à Barreiro et mort le 3 janvier 1991 à Barreiro. Il évoluait au poste de gardien de but.

## Biographie
Grand gardien du Sporting Portugal, il passe 18 saisons dans ce club de 1935 à 1953. Son palmarès est alors conséquent : 7 championnats, 4 coupes et 2 campeonatos de Portugal (équivalent aujourd'hui de la coupe). Il remporte aussi 10 championnats de Lisbonne.
International, il reçoit 19 sélections en équipe du Portugal entre 1937 et 1947.

## Carrière
- 1930-1933 :  FC Barreirense
- 1933-1935 :  Luso FC
- 1935-1953 :  Sporting Portugal
- 1953-1954 :  Oriental Lisbonne[2]

## Palmarès

### En club
Avec le Sporting Portugal :
- Champion du Portugal en 1941, 1944, 1947, 1948, 1949, 1951 et 1952
- Vainqueur de la Coupe du Portugal en 1941, 1945, 1946 et 1948
- Vainqueur du Campeonato de Portugal (équivalent de la coupe actuellement) en 1936 et 1938
- Champion de Lisbonne en 1936, 1937, 1938, 1939, 1941, 1942, 1943, 1945, 1947 et 1948
- Finaliste de la Coupe Latine en 1949